# Roztoka (Nowy Sącz)
Pour les articles homonymes, voir Roztoka.
Roztoka est une localité polonaise de la gmina de Gródek nad Dunajcem, située dans le powiat de Nowy Sącz en voïvodie de Petite-Pologne.